# چیوسمه
چیوسمه (به لهستانی:  Ciosmy) یک روستا در لهستان است که در گمینا بیوگورای واقع شده‌است. چیوسمه ۳۷۶ نفر جمعیت دارد.